# Квелія червоноголова
Квелія червоноголова (Quelea erythrops) — вид горобцеподібних птахів родини ткачикових (Ploceidae). Поширений в Африці.

## Поширення
Ареал поширення простягається від Сенегалу до Ефіопії і на південь до Наталу і на захід до Анголи. Середовище проживання — вологі савани і луки.

## Опис
Дрібний птах, завдовжки до 12 см. Самець має яскраво-червону голову в шлюбному оперенні. Світло-сірий дзьоб зі світло-сірою основою. Червоний колір відсутній в позашлюбному оперенні. Самець тоді нагадує самицю, яка має коричневі та чорнуваті поздовжні смуги.